# Phlomis russeliana
Phlomis russeliana là một loài thực vật có hoa trong họ Hoa môi. Loài này được (Sims) Lag. ex Benth. miêu tả khoa học đầu tiên năm 1834.

## Hình ảnh

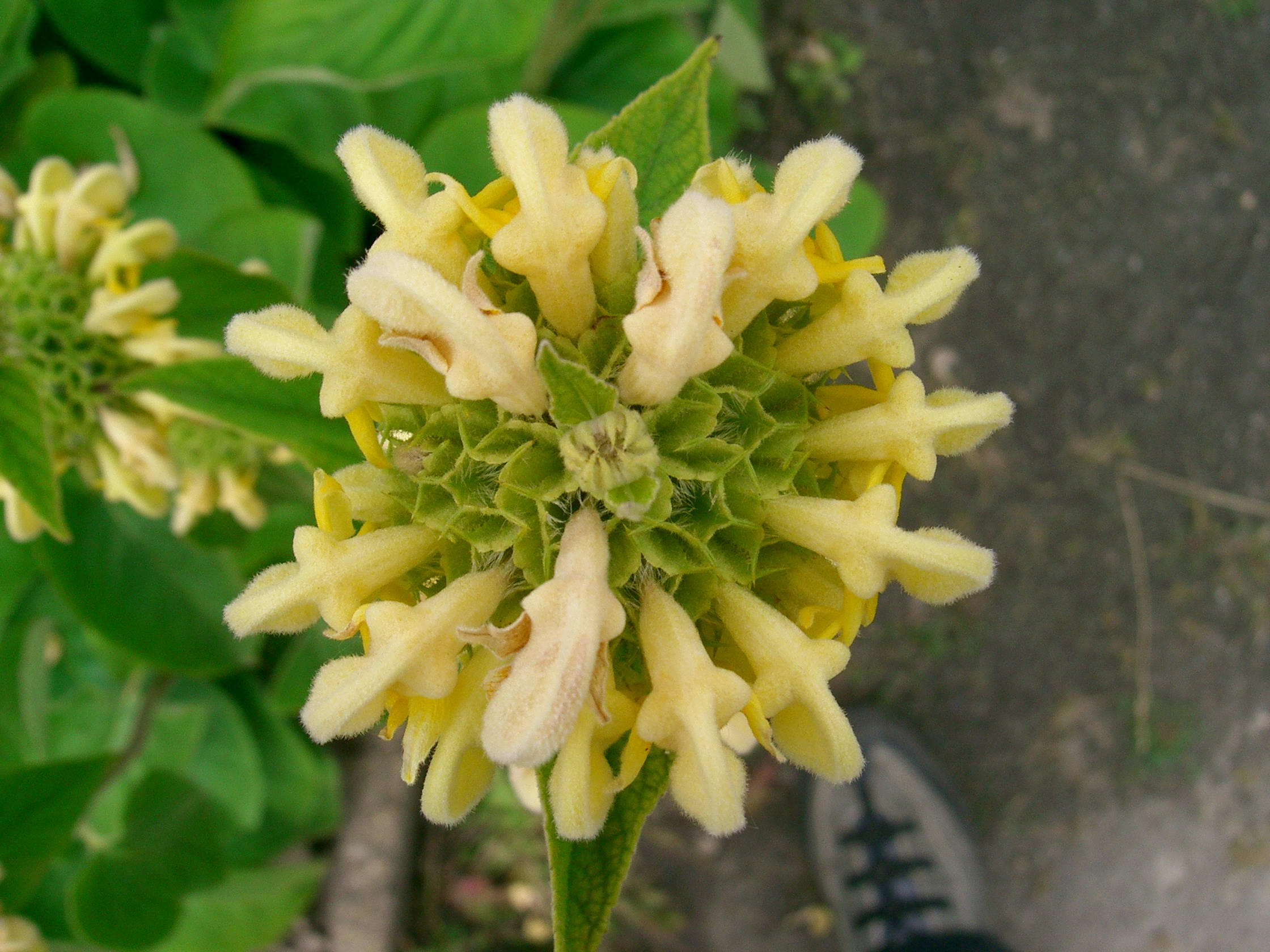
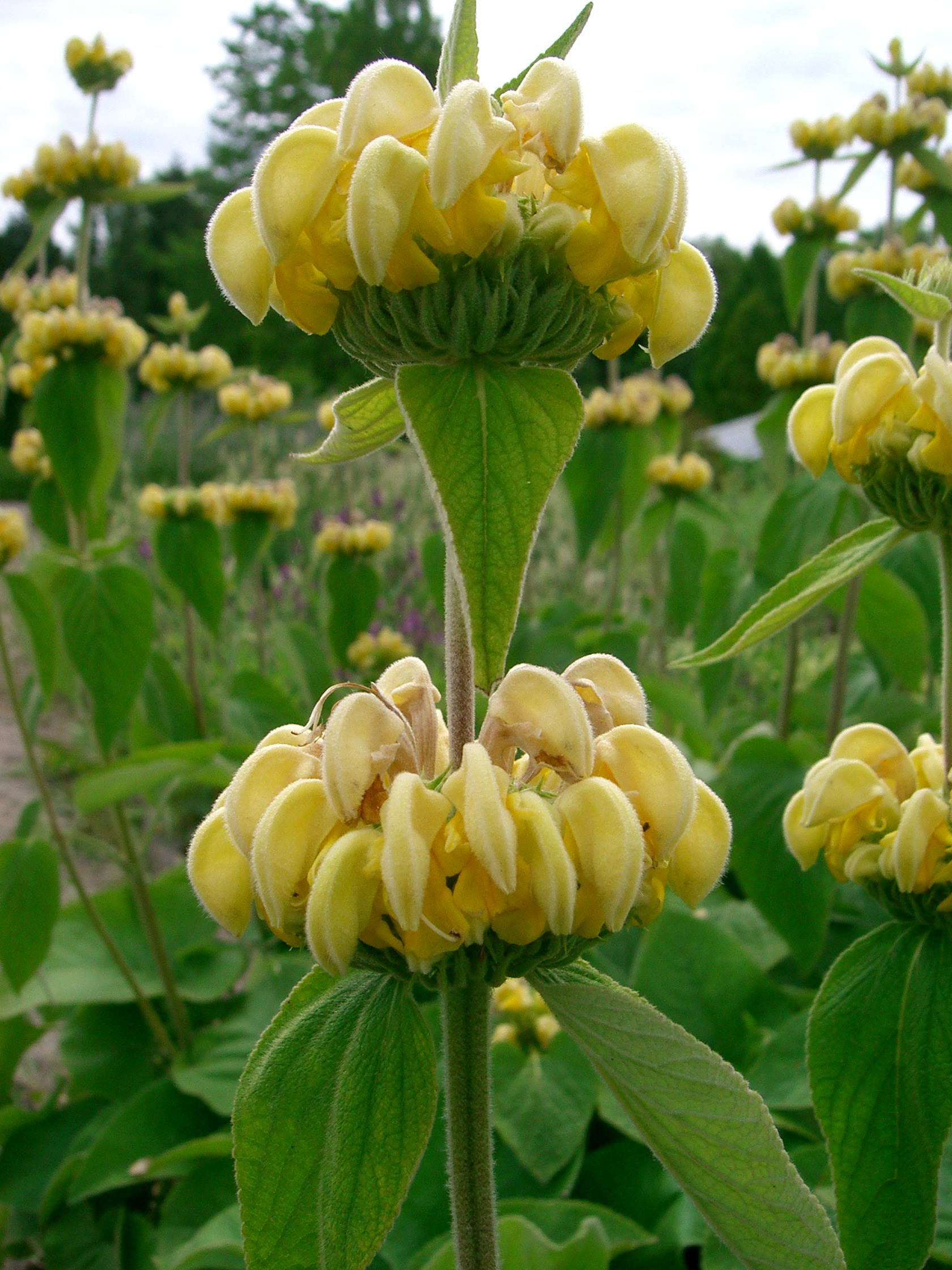
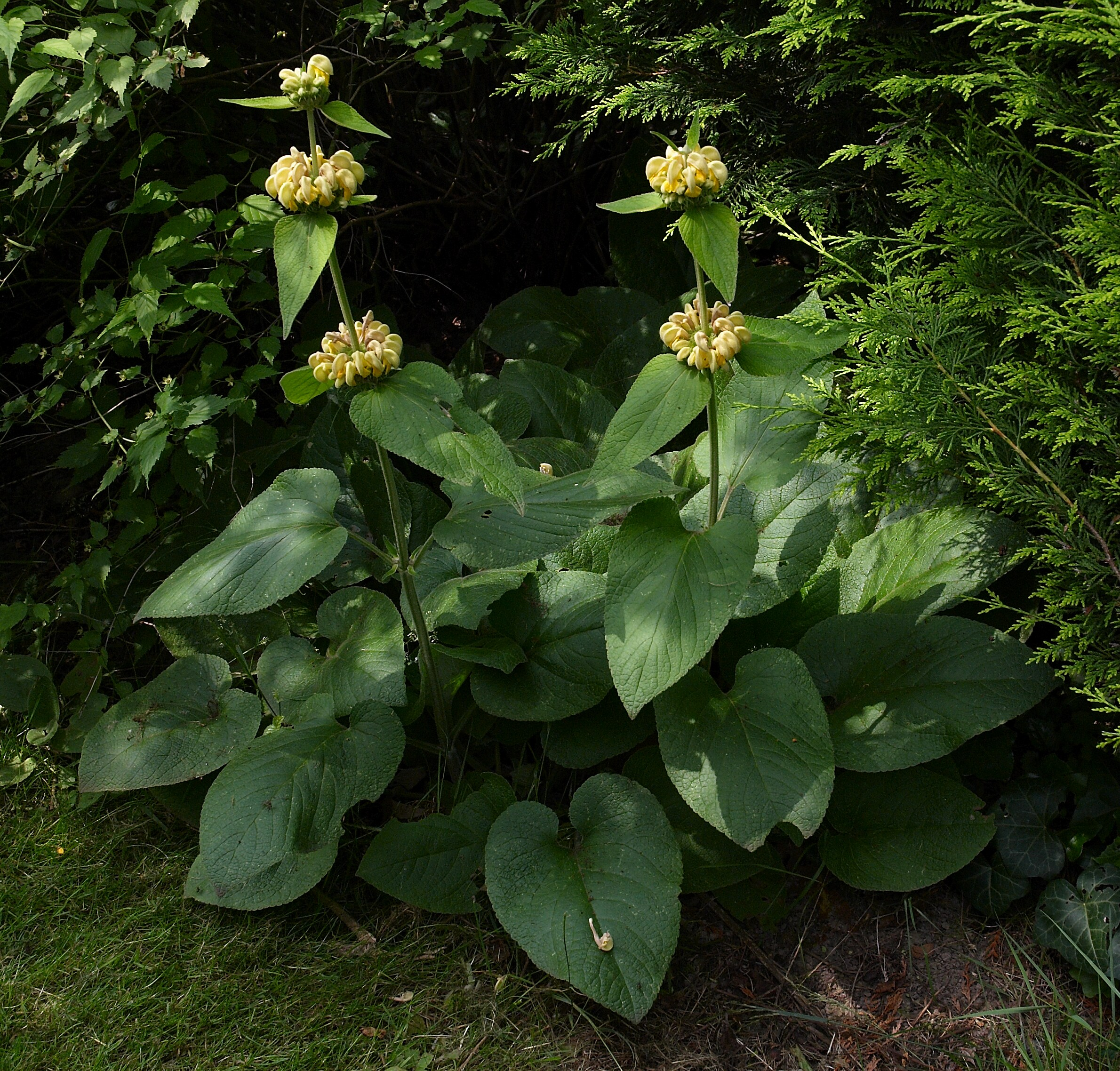
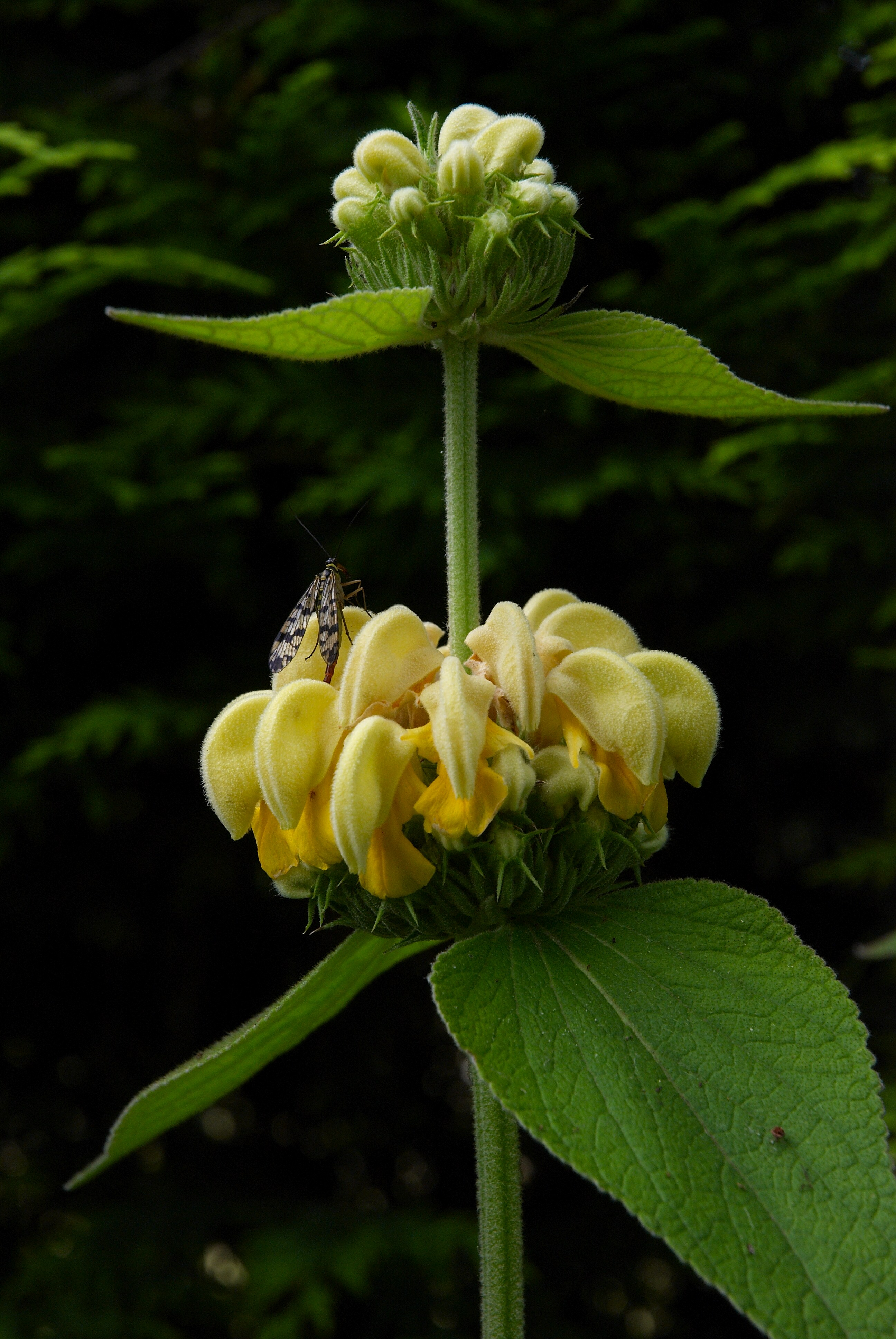